# Scheldeprijs 2021 (mannen)
De 109e editie van de Belgische wielerwedstrijd Scheldeprijs werd gehouden op 7 april 2021. De wedstrijd maakt onderdeel uit van de UCI ProSeries 2021. De renners en rensters reden elk vier slotrondes in en rond Schoten, met een afstand van zo'n 16,7 km. Vanwege de coronamaatregelen werd het publiek opgeroepen om de wedstrijd niet te bezoeken en werden de start en finish afgesloten voor publiek.

## Uitslag
| Plaats  | Naam                 | Ploeg                              | Tijd     |
| ------- | -------------------- | ---------------------------------- | -------- |
| Winnaar | Jasper Philipsen     | Alpecin-Fenix                      | 4u03'30" |
| 2       | Sam Bennett          | Deceuninck–Quick-Step              | z.t.     |
| 3       | Mark Cavendish       | Deceuninck–Quick-Step              | z.t.     |
| 4       | Danny van Poppel     | Intermarché-Wanty-Gobert Matériaux | z.t.     |
| 5       | Clément Russo        | Arkéa-Samsic                       | z.t.     |
| 6       | Pascal Ackermann     | BORA-hansgrohe                     | z.t.     |
| 7       | Luca Mozzato         | B&B Hotels p/b KTM                 | z.t.     |
| 8       | Giacomo Nizzolo      | Team Qhubeka-ASSOS                 | z.t.     |
| 9       | Marc Sarreau         | AG2R-Citroën                       | z.t.     |
| 10      | Dries Van Gestel     | Total Direct Energie               | z.t.     |
| 11      | Evaldas Šiškevičius  | DELKO                              | z.t.     |
| 12      | Max Walscheid        | Team Qhubeka-ASSOS                 | z.t.     |
| 13      | Jonas Rickaert       | Alpecin-Fenix                      | z.t.     |
| 14      | Nils Politt          | BORA-hansgrohe                     | z.t.     |
| 15      | Jan-Willem van Schip | BEAT Cycling                       | z.t.     |
| 16      | Norman Vahtra        | Israel Start-Up Nation             | z.t.     |
| 17      | Luuc Bugter          | BEAT Cycling                       | z.t.     |
| 18      | Piotr Havik          | BEAT Cycling                       | z.t.     |
| 19      | Brent Van Moer       | Lotto Soudal                       | z.t.     |
| 20      | Cees Bol             | Team DSM                           | z.t.     |

Mannen: 1907 · 1908 · 1909 · 1910 · 1911 · 1912 · 1913 · 1914 · 1915 · 1916 · 1917 · 1918 · 1919 · 1920 · 1921 · 1922 · 1923 · 1924 · 1925 · 1926 · 1927 · 1928 · 1929 · 1930 · 1931 · 1932 · 1933 · 1934 · 1935 · 1936 · 1937 · 1938 · 1939 · 1940 · 1941 · 1942 · 1943 · 1944 · 1945 · 1946 · 1947 · 1948 · 1949 · 1950 · 1951 · 1952 · 1953 · 1954 · 1955 · 1956 · 1957 · 1958 · 1959 · 1960 · 1961 · 1962 · 1963 · 1964 · 1965 · 1966 · 1967 · 1968 · 1969 · 1970 · 1971 · 1972 · 1973 · 1974 · 1975 · 1976 · 1977 · 1978 · 1979 · 1980 · 1981 · 1982 · 1983 · 1984 · 1985 · 1986 · 1987 · 1988 · 1989 · 1990 · 1991 · 1992 · 1993 · 1994 · 1995 · 1996 · 1997 · 1998 · 1999 · 2000 · 2001 · 2002 · 2003 · 2004 · 2005 · 2006 · 2007 · 2008 · 2009 · 2010 · 2011 · 2012 · 2013 · 2014 · 2015 · 2016 · 2017 · 2018 · 2019 · 2020 · 2021 · 2022 · 2023 · 2024 · 2025
Vrouwen: 2021 · 2022 · 2023 · 2024 · 2025